# Salvador Lara Zamora
Salvador Lara Zamora (Rivas, Nicaragua, 15 de diciembre de 1839 - San José, Costa Rica, 7 de enero de 1912), fue un destacada político costarricense que ejerció en forma interina la Presidencia de la República de Costa Rica. También fue académico correspondiente de la Real Academia Española (1882-1912).
Fue hijo de José Antonio Lara Arias, costarricense, y Procopia Zamora Guerrero, nicaragüense. Casó en primeras nupcias el 21 de mayo de 1862 en Alajuela con Ana Von Chamier Von Pascher, nacida en Sensburg, Prusia (hoy Mrągowo, Polonia), hija de Ludwig von Chamier und von Schwieder y Augusta von Pascher, y en segundas el 1º de febrero de 1874 en San José vez con Josefa Iraeta Guzmán, hija de Pedro Iraeta y Larrete y Margarita Guzmán y Guzmán, salvadoreños.

## Carrera Política
Se inició en la política  
- Fue diputado por Alajuela (1863-1868)
- Gobernador de la provincia de Alajuela (1868-1870)
- Subsecretario de Gobernación, Justicia, Policía, Agricultura e Industria (10 de octubre de 1870 a 8 de mayo de 1872)
- Secretario de Obras Públicas (1° de diciembre de 1873 a 15 de febrero de 1875 y del 5 de noviembre al 1° de diciembre de 1875)
- Secretario de Hacienda y Comercio (9 de octubre de 1877 a 21 de marzo de 1882)
- Tuvo el encargo interino de la Secretaría de Gobernación y carteras anexas (22 de enero a 7 de febrero de 1879) y de la Secretaría de Guerra y Marina (17 a 19 de julio de 1880),
- Miembro por Alajuela de la Asamblea Constituyente de 1880 y Segundo Designado a la Presidencia (1881-1882).
- Debido al último viaje efectuado a Europa por el Presidente don Tomás Guardia Gutiérrez, gobernó interinamente Costa Rica como Segundo Designado del 10 de junio de 1881 al 23 de enero de 1882.[1]

## Gestión Gubernamental
Desarrolló una gestión gubernamental muy dinámica. Inició su gobierno implantando una severa política de restricción del gasto público. Suprimió un considerable número de plazas en las Secretarías de Estado y el Poder Judicial, disminuyó sueldos y otras erogaciones y clausuró el presidio de la isla del Coco y dispuso el traslado de sus internos a la isla de San Lucas. Emitió un decreto para regular las atribuciones de las Secretarías de Estado y dispuso que las imprentas remitieran a las Secretarías de Estado al menos un ejemplar de sus publicaciones. Creó los Archivos Nacionales, dictó una ley reguladora de la Imprenta Nacional, aprobó los estatutos del Banco Hipotecario Franco-Costarricense, creó y reguló el Colegio de Abogados, renovó el Gran Consejo Nacional, la Corte Suprema de Justicia y el personal de las municipalidades, dispuso que el país adoptara el sistema métrico decimal, reguló el servicio telegráfico, prohibió la pesca con dinamita, emitió la Ley de Sucesiones que estableció la libre testamentifactio y estableció el Registro Civil.  
A su fallecimiento el gobierno del Presidente don Ricardo Jiménez Oreamuno declaró oficiales sus exequias y entierro, y se  le rindieron los honores militares correspondientes a los generales de división. El Secretario de Gobernación y carteras anexas don Carlos María Jiménez Ortiz pronunció el discurso fúnebre a nombre del gobierno.

## Descendencia notable
Su hijo Carlos Lara Iraeta fue Ministro de Relaciones Exteriores y carteras anexas (1917-1918), su otro hijo Rodolfo Lara Iraeta fue Presidente del Banco Central de Costa Rica (1962-1966) durante la administración del Presidente Orlich Bolmarcich y Vicepresidente del mismo Banco (1966-1970) durante la administración del Presidente Trejos Fernández. Su nieto Fernando Lara Bustamante fue Presidente de la Asamblea Legislativa y tres veces Ministro de Relaciones Exteriores (1952-1953, 1966-1967 y 1967-1970).